# Liste des œuvres picturales de Pedro Américo

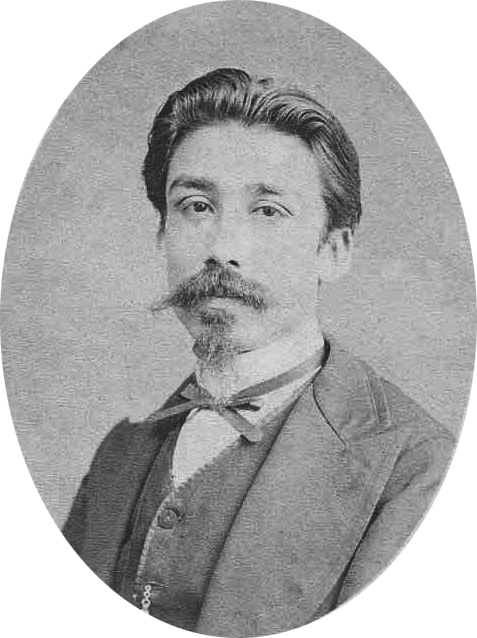
Pedro Américo photographié par M. Nogueira da Silva (Rio de Janeiro, 1871).

Cet article présente une liste des œuvres picturales de Pedro Américo.

## Pedro Américo et ses œuvres les plus importantes
Pedro Américo de Figueiredo e Melo est né dans la ville d'Areia, au sud du Brésil, en 1843 et est un peintre, dessinateur et écrivain brésilien. Avant même son dixième anniversaire, il participe, en tant que dessinateur auxiliaire, à une expédition dans le nord-est du Brésil du naturaliste français Louis Jacques Brunet. En 1855, il s'installe à Rio de Janeiro et l'année suivante, il s'inscrit à l'Académie impériale des Beaux-Arts (AIBA). L'empereur Pierre II constate le succès de l'artiste à l'AIBA et lui accorde un voyage en Europe et une bourse d'études à l'École nationale supérieure des Beaux-Arts de Paris entre 1859 et 1864. Après un court séjour en Algérie, il s'intéresse aux peintures de ses maîtres néoclassiques. En 1865, il s'installe à Bruxelles, où il devient docteur en sciences naturelles à l'Université libre de Bruxelles trois ans plus tard.
Américo alterne entre Rio de Janeiro et Florence, tout en enseignant l'esthétique, l'histoire de l'art et l'archéologie à l'AIBA. Durant cette période, il reçoit plusieurs titres et prix, et peint deux de ses toiles les plus célèbres : A Carioca et Sócrates Afastando Alcebíades do Vício. En 1871, il peint son premier panneau, la scène de bataille intitulée Batalha de Campo Grande. Pedro Américo reçoit l'année suivante le titre de Peintre d'histoire de la Chambre impériale et est invité par la couronne à représenter la Batalha de Avaí, de la guerre de la Triple-Alliance. Il part pour l'Europe en 1873 pour y peintre l'œuvre, et en 1877, il l'expose à Florence, en présence de l'empereur. Il y reste peu de temps, car il reçoit une commande pour une toile représentant la scène de la proclamation de l'indépendance et retourne à la ville de São Paulo pour l'exécuter. En arrivant au Brésil, la Batalha de Avaí a provoqué des réactions controversées. Alors que certains l'acclament, d'autres l'accusent d'avoir plagié la toile Battaglia di Montebelo de l'Italien Andrea Appiani. Vers 1879, il retourne à Florence, où il peint certains de ses tableaux les plus importants, tels que O Voto de Heloísa, Judite e Holofenes, Moisés e Jocabed et A rabequista árabe.
Entre 1886 et 1888, Pedro Américo compose son tableau le plus célèbre, Independência ou Morte!, à destination du Hall d'honneur du Museu do Ipiranga (actuellement connu sous le nom de Museu Paulista de l'Université de São Paulo). Une fois de plus, les observateurs soulignent les similitudes entre l'œuvre d'Américo et 1807, Friedland (pt), un tableau peint en 1875 par le Français Ernest Meissonier. En novembre 1916, Monteiro Lobato déclare sur cette toile que « rarement l'art de la peinture a atteint un tel sommet ». Américo est élu à l'Assemblée nationale constituante (pt) en 1890, après la proclamation de la république. En poste, il dirige des projets de création de galeries, de musées et d'universités dans tout le pays. Pendant les interruptions de sa fonction de parlementaire, Pedro Américo peint des tableaux importants, comme Tiradentes Esquartejado. Il retourne en Italie et reste en Europe jusqu'à sa mort à Florence en 1905. Durant cette période, malgré sa faiblesse, il a réalisé des œuvres telles que Menino Jesus, Cristo et Honra e Pátria.

## Liste des œuvres

### Liste des tableaux
| Image | Informations techniques | Année   | Conservation                                                                  | Référence |
| ----- | --- | ------- | ----------------------------------------------------------------------------- | --------- |
|       | A Cascata 15,7 × 22,8 cm | —       | Acervo Artístico da Prefeitura de Porto Alegre (pt)                           | [ 9 ]     |
|       | A Justiça Huile sur toile 52 × 77,5 cm | —       | Collection privée                                                             | [ 10 ]    |
|       | Autorretrato aos Onze Anos (2) Huile sur carton 24 × 32,5 cm                                                                                         | —       | —                                                                             | [ 11 ]    |
|       | Busto de Homem Huile sur toile 55 × 70 cm | —       | —                                                                             | [ 12 ]    |
|       | Cena da entrega da correspondência recebida da Corte e entregue por José Clemente Pereira à Princesa Huile sur toile collée sur du carton 19 × 26 cm | —       | —                                                                             | [ 13 ]    |
|       | Entardecer Huile sur toile 61,5 × 84 cm | —       | —                                                                             | [ 14 ]    |
|       | Fausto e Margarida Huile sur toile 23 × 34 cm | —       | Pinacothèque de l'État de São Paulo                                           | [ 15 ]    |
|       | O Cavalo Branco Huile sur bois 24 × 32,5 cm | —       | Musée d'art de São Paulo                                                      | [ 16 ]    |
|       | Perfil Feminino Huile sur toile 50,5 × 67 cm | —       | Collection privée                                                             | [ 17 ]    |
|       | Retrato de Silvino de Almeida Brito Huile sur toile 90 × 117,8 cm                                                                                    | —       | Musée national des Beaux-Arts                                                 | [ 18 ]    |
|       | Rosto Huile sur carton 15 × 20 cm | —       | —                                                                             | [ 19 ]    |
|       | Vênus Huile sur toile 50 × 80 cm | —       | Collection privée                                                             | [ 20 ]    |
|       | Visão de São Paulo Huile sur toile — | —       | Acervo Artístico-Cultural dos Palácios do Governo do Estado de São Paulo (pt) |           |
|       | São Miguel Arcanjo e o Demônio Huile sur toile 108,8 × 136,5 cm                                                                                      | 1857    | Abbaye Saint-Benoît de Rio de Janeiro                                         | [ 21 ]    |
|       | Membros de uma Expedição Aquarelle 20,5 × 28 cm | 1858    | Collection privée                                                             | [ 22 ]    |
|       | Casamento da Princesa Isabel Huile sur toile 32,5 × 41 cm                                                                                            | 1860-4  | Musée impérial du Brésil                                                      | [ 23 ]    |
|       | Estudo para Passagem do Chaco Huile sur toile 66,6 × 83,9 cm                                                                                         | 1860-79 | Musée historique national                                                     | [ 24 ]    |
|       | A Carioca (1) Huile sur toile 134 × 203 cm | 1863-4  | —                                                                             | [ 21 ]    |
|       | Sócrates Afastando Alcebíades do Vício (1) | 1864    | Musée national des Beaux-Arts                                                 | [ 25 ]    |
|       | Sócrates Afastando Alcebíades do Vício (2) Huile sur toile 97 × 130,5 cm                                                                             | 1867    | Musée Dom-João-VI                                                             | [ 26 ]    |
|       | São Jerônimo Huile sur bois 16 × 22 cm | 1867    | Musée national des Beaux-Arts                                                 | ,         |
|       | Retrato do Poeta Luís Nicolau Fagundes Varela (Retrato do Escultor Cândido Caetano de Almeida Reis) Huile sur toile                                  | 1868-9  | Musée national des Beaux-Arts                                                 | [ 29 ]    |
|       | Retrato de Manoel de Araújo Porto-Alegre Huile sur toile 65 × 81 cm                                                                                  | 1869    | Musée Dom-João-VI                                                             | [ 30 ]    |
|       | Retrato de Maria Custódia Guimarães de Almeida Huile sur toile 89,8 × 117,8 cm                                                                       | 1870    | Musée national des Beaux-Arts                                                 | [ 31 ]    |
|       | Batalha de Campo Grande Huile sur toile 332 × 530 cm                                                                                                 | 1871    | Musée impérial du Brésil                                                      | [ 32 ]    |
|       | Passagem do Chaco Huile sur toile 1980 × 2400 cm | 1871    | Musée historique national                                                     | [ 33 ]    |
|       | Batalha do Avaí Huile sur toile 600 × 1100 cm | 1872-7  | Musée national des Beaux-Arts                                                 | [ 34 ]    |
|       | Dom Pedro I Huile sur toile 178 × 270 cm | 1872    | —                                                                             | [ 16 ]    |
|       | Dom Pedro II na Assembleia Geral (Fala do Trono) Huile sur toile 245 × 288 cm                                                                        | 1872    | Musée impérial du Brésil                                                      | [ 35 ]    |
|       | Cavalo Morto Huile sur toile 40 × 51 cm | 1875    | Palais d'Itamaraty                                                            | [ 36 ]    |
|       | Autorretrato (1) Huile sur toile 50,5 × 56,5 cm | 1877    | Galerie des Offices                                                           | [ 37 ]    |
|       | Moema Huile sur bois 22,5 × 28 cm | 1878-82 | Coleção Sérgio Fadel                                                          | [ 16 ]    |
|       | Retrato de Catarina de Ataíde (Dona Catarina de Ataíde) Huile sur toile 131,7 × 212,8 cm                                                             | 1878    | Musée national des Beaux-Arts                                                 | [ 38 ]    |
|       | Retrato do Visconde de Santo Amaro Huile sur toile 97,1 × 129,4 cm                                                                                   | 1878    | Pinacothèque de l'État de São Paulo                                           | [ 39 ]    |
|       | Davi e Abisag (David em seus Últimos Dias é Aquecido pela Jovem Abisag) Huile sur toile 172 × 216 cm                                                 | 1879    | Musée national des Beaux-Arts                                                 | [ 40 ]    |
|       | Retrato de Dom João IV, Infante, Duque de Bragança Huile sur toile 106 × 152 cm                                                                      | 1879    | Musée national des Beaux-Arts                                                 | [ 41 ]    |
|       | Judite e Holofernes (Judite Rende Graças a Jeová por ter Conseguido Livrar sua Pátria dos Furores de Holofernes) Huile sur toile 141 × 229 cm        | 1880    | Musée national des Beaux-Arts                                                 | [ 42 ]    |
|       | Os Filhos de Eduardo IV da Inglaterra Huile sur toile 54 × 66 cm                                                                                     | 1880    | Musée d'art de São Paulo                                                      | [ 43 ]    |
|       | O Voto de Heloísa Huile sur toile 104 × 150 cm | 1880    | Musée national des Beaux-Arts                                                 | [ 44 ]    |
|       | A Vaidosa Huile sur toile 109 × 175 cm | 1881    | Collection privée                                                             | [ 45 ]    |
|       | A Carioca (2) Huile sur toile 135 × 205 cm | 1882    | Musée national des Beaux-Arts                                                 | [ 46 ]    |
|       | Caronte Atravessando o Aqueronte (A Barca de Caronte) Huile sur toile 48 × 66,5 cm                                                                   | 1882    | Collection privée                                                             | [ 47 ]    |
|       | Retrato do Conselheiro Filipe Lopes Neto Huile sur toile 110,5 × 146,1 cm                                                                            | 1882    | Musée national des Beaux-Arts                                                 | ,         |
|       | Alegoria (1) Huile sur toile 27 × 41 cm | 1883    | Collection privée                                                             | [ 50 ]    |
|       | Joana d'Arc (Joana d'Arc Ouve pela Primeira Vez a Voz que lhe Prediz o seu Alto Destino) Huile sur toile 156 × 229 cm                                | 1883-4  | Musée national des Beaux-Arts                                                 | [ 51 ]    |
|       | Menina Pintora Huile sur toile 42 × 53 cm | 1883    | —                                                                             | [ 52 ]    |
|       | Virgem Dolorosa Huile sur toile | 1883    | Musée national des Beaux-Arts                                                 | [ 53 ]    |
|       | Moisés e Jocabed Huile sur toile 105 × 151 cm | 1884    | Musée national des Beaux-Arts                                                 | [ 54 ]    |
|       | Rabequista Árabe Huile sur toile 60 × 87,6 cm | 1884    | Musée national des Beaux-Arts                                                 | [ 55 ]    |
|       | Cristo com a Coroa de Espinhos Huile sur toile 46 × 55 cm                                                                                            | 1885    | Musée d'art de São Paulo                                                      | [ 56 ]    |
|       | A Noite e os Gênios do Estudo e do Amor (A Noite Acompanhada dos Gênios do Estudo e do Amor) Huile sur toile 195 × 260 cm                            | 1886    | Musée national des Beaux-Arts                                                 | [ 57 ]    |
|       | Cena de Batalha Huile sur toile 34 × 47 cm | 1887    | —                                                                             | [ 58 ]    |
|       | Independência ou Morte (O Grito do Ipiranga) Huile sur toile 415 × 760 cm                                                                            | 1888    | Museu Paulista                                                                | [ 59 ]    |
|       | A Leitura Huile sur toile 57 × 87 cm | 1889    | —                                                                             | [ 60 ]    |
|       | A Libertação dos Escravos Huile sur toile 138,5 × 199 cm                                                                                             | 1889    | Palácio dos Bandeirantes (pt)                                                 | [ 61 ]    |
|       | Busto de Jovem 15,9 × 22,5 cm | 1889    | Acervo Artístico da Prefeitura de Porto Alegre (pt)                           | [ 62 ]    |
|       | Retrato de Caio da Silva Prado Huile sur toile 71 × 100 cm                                                                                           | 1889    | Musée d'art de São Paulo                                                      | [ 63 ]    |
|       | Voltaire Abençoando o Neto de Franklin, em Nome de Deus e da Liberdade Huile sur toile 214 × 306 cm                                                  | 1889-90 | Collection privée                                                             | [ 64 ]    |
|       | A Bela e a Fera (O Leão com a Presa) Huile sur toile 32,8 × 49,5 cm                                                                                  | 1890    | —                                                                             | [ 65 ]    |
|       | Leão (1) Huile sur bois 18,5 × 27,2 cm | 1890    | Pinacothèque de l'État de São Paulo                                           | [ 66 ]    |
|       | Otelo Huile sur toile 68 × 96 cm | 1891    | —                                                                             | [ 67 ]    |
|       | A Mais Importante das Reuniões dos Conjurados Huile sur toile 40 × 58 cm                                                                             | 1892-3  | Collection Gianpaolo Figueiredo Montesi                                       | [ 68 ]    |
|       | Clemência Huile sur toile 36 × 55 cm | 1892    | —                                                                             | [ 69 ]    |
|       | Madona (2) Huile sur toile 43 × 54 cm | 1892    | —                                                                             | [ 70 ]    |
|       | Autorretrato (2) Huile sur toile 86 × 125 cm | 1893    | Pinacothèque de l'État de São Paulo                                           | [ 71 ]    |
|       | Cachoeira (Corredeira) Huile sur toile 29 × 43 cm | 1893    | Collection privée                                                             | [ 72 ]    |
|       | Retrato de Perfil Huile sur bois 18 × 25 cm | 1893    | Musée d'art de São Paulo                                                      | [ 73 ]    |
|       | Tigre em Repouso Huile sur bois 23 × 31,5 cm | 1893    | Collection privée                                                             | [ 74 ]    |
|       | Tiradentes Esquartejado (Tiradentes Supliciado) Huile sur toile 165 × 270 cm                                                                         | 1893    | Musée Mariano Procópio                                                        | [ 75 ]    |
|       | Visão de Hamlet Huile sur toile 95 × 170 cm | 1893    | Pinacothèque de l'État de São Paulo                                           | [ 76 ]    |
|       | Retrato de Eduardo, Filho do Autor Huile sur toile 48 × 56 cm                                                                                        | 1894    | Musée national des Beaux-Arts                                                 | [ 77 ]    |
|       | Alegoria (2) Huile sur toile 46 × 57 cm | 1895    | —                                                                             | [ 78 ]    |
|       | Autorretrato (3) Huile sur toile 55,5 × 70,5 cm | 1895    | Galerie des Offices                                                           | [ 37 ]    |
|       | Leão (2) Huile sur carton 14 × 19 cm | 1895    | Collection privée                                                             | [ 79 ]    |
|       | Oferenda Huile sur toile 46 × 60,5 cm | 1895    | Musée d'art de São Paulo                                                      | [ 80 ]    |
|       | Paz e Concórdia (1) Huile sur toile 42 × 60 cm | 1895    | Musée d'art de São Paulo                                                      | [ 81 ]    |
|       | Virgínia, Neta do Artista Huile sur bois 26,5 × 37,7 cm                                                                                              | 1897    | —                                                                             | [ 82 ]    |
|       | A Mulher de Putifar Huile sur toile 30,5 × 43 cm | 1898    | Collection privée                                                             | [ 83 ]    |
|       | Violinista Montenegrina Huile sur toile 57 × 73 cm                                                                                                   | 1899    | Collection privée                                                             | [ 84 ]    |
|       | Cristo Morto Huile sur toile 43 × 56 cm | 1901    | Musée Casa Pedro Américo (pt)                                                 | [ 85 ]    |
|       | Cristo - Autorretrato Huile sur toile 43 × 56 cm | 1902    | —                                                                             | [ 86 ]    |
|       | Menino Jesus Huile sur toile 44 × 56 cm | 1902    | —                                                                             | [ 87 ]    |
|       | Paz e Concórdia (Alegoria da Civilização) (2) Huile sur toile 300 × 431 cm                                                                           | 1902    | Museu Histórico e Diplomático do Itamaraty (pt)                               | [ 37 ]    |
|       | Cristo Huile sur toile 43 × 55 cm | 1903    | —                                                                             | [ 88 ]    |
|       | Honra e Pátria Huile sur toile 42,5 × 61 cm | 1905    | Collection privée                                                             | [ 89 ]    |

### Liste des dessins
| Image | Informations techniques | Année  | Conservation                        | Référence |
| ----- | --- | ------ | ----------------------------------- | --------- |
|       | Academia Feminina Charbon et craie sur papier 54 × 71 cm | —      | Musée national des Beaux-Arts       | [ 16 ]    |
|       | Autorretrato aos Onze Anos (1) Dessin | —      | —                                   | [ 90 ]    |
|       | Cabul - Cavalo Inglês - Estudo Dessin au crayon 14,5 × 22,4 cm                                                                                              | —      | Museu Paulista                      | [ 91 ]    |
|       | Capacetes - Estudo Dessin au crayon 27,8 × 36,4 cm | —      | Museu Paulista                      | [ 92 ]    |
|       | Cavalo Árabe - Estudo Dessin au charbon 26,6 × 39,5 cm | —      | Museu Paulista                      | [ 93 ]    |
|       | Chapéu de Dom Pedro I - Estudo Dessin au crayon 14,2 × 22,2 cm                                                                                              | —      | Museu Paulista                      | [ 94 ]    |
|       | Estudo de Mão Dessin au crayon 26 × 28 cm | —      | —                                   | [ 95 ]    |
|       | Estudo de Tipo Árabe 22,5 × 31,9 cm | —      | Musée d'art de São Paulo            | [ 96 ]    |
|       | Estudo para um Rosto Infantil Charbon sur papier 23 × 27,5 cm                                                                                               | —      | Collection privée                   | [ 97 ]    |
|       | Homem a Cavalo - Estudo (1) Dessin au crayon 26 × 37,1 cm                                                                                                   | —      | Museu Paulista                      | [ 98 ]    |
|       | Homem a Cavalo - Estudo (2) Dessin au crayon 26 × 39,8 cm                                                                                                   | —      | Museu Paulista                      | [ 99 ]    |
|       | Homem a Cavalo - Estudo (3) Dessin au crayon 21,5 × 41 cm                                                                                                   | —      | Museu Paulista                      | [ 100 ]   |
|       | Homem a Cavalo - Estudo (4) Dessin au crayon 27,1 × 40 cm                                                                                                   | —      | Museu Paulista                      | [ 101 ]   |
|       | Homem a Cavalo - Estudo (5) Dessin au crayon 21,9 × 41,2 cm                                                                                                 | —      | Museu Paulista                      | [ 102 ]   |
|       | Homem a Cavalo - Estudo (6) Dessin au crayon 24,2 × 41,4 cm                                                                                                 | —      | Museu Paulista                      | [ 103 ]   |
|       | Homem e Chapéus - Estudo Dessin au crayon 25 × 40 cm | —      | Museu Paulista                      | [ 104 ]   |
|       | Jovem Tocando Alaúde (Mulher com Instrumento Musical) Technique mixte 9 × 14 cm                                                                             | —      | —                                   | [ 105 ]   |
|       | Mãos Crayon sur papier 28 × 35,9 cm | —      | —                                   | [ 106 ]   |
|       | Mãos - Estudo Crayon sur papier 26 × 38,8 cm | —      | Museu Paulista                      | [ 107 ]   |
|       | O Ataque da Ilha de Redenção (Combate da Ilha de Redenção) Lithographie 40 × 57,5 cm                                                                        | —      | —                                   | [ 108 ]   |
|       | Cena do Pintor Como Desenhista (e Cozinheiro) da Missão do Naturalista Brunet Technique mixte 9 × 13 cm                                                     | —      | —                                   | [ 109 ]   |
|       | O Contador de Bravatas Technique mixte 14 × 29 cm | —      | —                                   | [ 110 ]   |
|       | Silfide - Estudo Dessin 13,9 × 21,9 cm | —      | Museu Paulista                      | [ 111 ]   |
|       | Academia Masculina Charbon et craie sur papier 53,4 × 71 cm                                                                                                 | 1858   | Musée national des Beaux-Arts       | [ 16 ]    |
|       | Academia Masculina (1) Charbon et craie sur papier 54,8 × 69,3 cm                                                                                           | 1858   | Musée national des Beaux-Arts       | [ 16 ]    |
|       | Academia Masculina (4) Charbon et craie sur papier 53,4 × 71 cm                                                                                             | 1858   | Musée national des Beaux-Arts       | [ 16 ]    |
|       | Cópia de um Gesso Charbon et craie sur papier 49,3 × 63,7 cm                                                                                                | 1858   | Musée national des Beaux-Arts       | [ 112 ]   |
|       | Vênus de Médici Charbon et craie sur papier 48 × 63,3 cm | 1858   | Musée national des Beaux-Arts       | [ 16 ]    |
|       | Pensador e Figuras Crayon sur papier 47 × 57 cm | 1860   | Collection privée                   | [ 113 ]   |
|       | Modelo Charbon sur papier 49 × 62 cm | 1861   | Collection privée                   | [ 114 ]   |
|       | Estudo Anatômico de Miologia e Osteologia Dessin | 1864   | Musée Dom-João-VI                   | [ 16 ]    |
|       | Dessin de Modelo Vivo (Nu Masculino em Pé - Academia) Charbon sur papier 42,5 × 70 cm                                                                       | 1865   | Musée Dom-João-VI                   | [ 16 ]    |
|       | Auto-caricatura Crayon sur papier 25,1 × 37,8 cm | 1867   | Musée national des Beaux-Arts       | [ 115 ]   |
|       | Estudo de Academia Charbon sur papier 32 × 62 cm | 1868   | Collection privée                   | [ 21 ]    |
|       | Figura Masculina em Pé Charbon sur papier 38 × 64 cm | 1870   | Collection privée                   | [ 116 ]   |
|       | Estudo de figura para "Batalha do Avaí" Craie sur papier 35,5 × 41,7 cm                                                                                     | 1875   | Pinacothèque de l'État de São Paulo | [ 117 ]   |
|       | Estudo de Cavaleiro (1) Crayon sur carton 20 × 26,9 cm | 1877   | Pinacothèque de l'État de São Paulo | [ 118 ]   |
|       | Nu masculino Charbon sur papier 50 × 65 cm | 1884   | Collection privée                   | [ 119 ]   |
|       | Paisagem do Norte da África Encre ferro-galique sur papier 8 × 13,5 cm                                                                                      | 1884   | Collection privée                   | [ 120 ]   |
|       | Cavalo do Rio Grande do Sul Crayon sur papier 14 × 21,6 cm                                                                                                  | 1886   | Pinacothèque de l'État de São Paulo | [ 121 ]   |
|       | O Príncipe da Alemanha (Il Principe dell' Allemagna) Crayon sur papier 12,8 × 21 cm                                                                         | 1886   | Centro Cultural São Paulo (pt)      | [ 122 ]   |
|       | Sem título Crayon sur papier 14 × 21,5 cm | 1886   | Centro Cultural São Paulo (pt)      | [ 123 ]   |
|       | Dois Estudos de Capacete Crayon sur papier 15,5 × 22 cm | 1887   | Pinacothèque de l'État de São Paulo | [ 124 ]   |
|       | Estudo de Cavaleiro (2) Pastel huileux sur papier 23 × 37,7 cm                                                                                              | 1887   | Pinacothèque de l'État de São Paulo | [ 125 ]   |
|       | Estudo de Cavaleiro (3) Crayon sur carton 17,5 × 27,4 cm | 1887   | Pinacothèque de l'État de São Paulo | [ 126 ]   |
|       | Dom Pedro I - Cópia de Pedro Américo Dessin au crayon de cire 23 × 30 cm                                                                                    | 1890   | Collection privée                   | [ 86 ]    |
|       | Estudo da Figura de Benjamin Franklin para a Pintura "Voltaire Abençoando o Neto de Franklin, em Nome de Deus e da Liberdade" Charbon sur papier 29 × 43 cm | 1890   | —                                   | [ 127 ]   |
|       | Madona (1) Crayon 21 × 32 cm | 1891   | —                                   | [ 128 ]   |
|       | Figura Religiosa Technique mixte 17 × 51 cm | 1900   | —                                   | [ 129 ]   |
|       | O Caçador Dessin 25 × 36 cm | 1900-3 | Collection privée                   | [ 130 ]   |